# Liste der Kulturdenkmale in Althen-Kleinpösna
Die Liste der Kulturdenkmale in Althen-Kleinpösna enthält die Kulturdenkmale des Leipziger Ortsteils Althen-Kleinpösna, bestehend aus den Stadtteilen Althen und Kleinpösna, jedoch ohne Hirschfeld, die in der Denkmalliste vom Landesamt für Denkmalpflege Sachsen mit Stand 2017 erfasst wurden.

## Legende
- Bild: Bild des Kulturdenkmals, ggf. zusätzlich mit einem Link zu weiteren Fotos des Kulturdenkmals im Medienarchiv Wikimedia Commons. Wenn man auf das Kamerasymbol klickt, können Fotos zu Kulturdenkmalen aus dieser Liste hochgeladen werden:
- Bezeichnung: Denkmalgeschützte Objekte und ggf. Bauwerksname des Kulturdenkmals
- Lage: Straßenname und Hausnummer oder Flurstücknummer des Kulturdenkmals. Die Grundsortierung der Liste erfolgt nach dieser Adresse. Der Link (Karte) führt zu verschiedenen Kartendiensten mit der Position des Kulturdenkmals. Fehlt dieser Link, wurden die Koordinaten noch nicht eingetragen. Sind diese bekannt, können sie über ein Tool mit einer Kartenansicht einfach nachgetragen werden. In dieser Kartenansicht sind Kulturdenkmale ohne Koordinaten mit einem roten bzw. orangen Marker dargestellt und können durch Verschieben auf die richtige Position in der Karte mit Koordinaten versehen werden. Kulturdenkmale ohne Bild sind an einem blauen bzw. roten Marker erkennbar.
- Datierung: Baubeginn, Fertigstellung, Datum der Erstnennung oder grobe zeitliche Einordnung entsprechend des Eintrags in der sächsischen Denkmaldatenbank
- Beschreibung: Kurzcharakteristik des Kulturdenkmals entsprechend des Eintrags in der sächsischen Denkmaldatenbank, ggf. ergänzt durch die dort nur selten veröffentlichten Erfassungstexte oder zusätzliche Informationen
- ID: Vom Landesamt für Denkmalpflege Sachsen vergebene, das Kulturdenkmal eindeutig identifizierende Objekt-Nummer. Der Link führt zum PDF-Denkmaldokument des Landesamtes für Denkmalpflege Sachsen. Bei ehemaligen Kulturdenkmalen können die Objektnummern unbekannt sein und deshalb fehlen bzw. die Links von aus der Datenbank entfernten Objektnummern ins Leere führen. Ein ggf. vorhandenes Icon  führt zu den Angaben des Kulturdenkmals bei Wikidata.

## Liste der Kulturdenkmale in Althen-Kleinpösna
| Bild                                    | Bezeichnung | Lage                                                                     | Datierung | Beschreibung | ID       |
| --------------------------------------- | --- | ------------------------------------------------------------------------ | --- | --- | -------- |
| Weitere Bilder                          | Kirche und Kirchhof Althen | Althener Anger (Karte)                                                   | 13. Jh. (Kirche), 1714 (überformt), 1855 (Orgel), um 1900 (Grabmal)                                                                  | Friedhof und Dorfkirche (mit Ausstattung), Kirchhof mit Aussegnungshalle, Einfriedung und Kirchhofstor sowie Grabmal der Familien Baum, Hilbert, Gröbe; mit 1714 barock überformter Kirche aus dem 13. Jh.; westlicher Zugang neben ehemaliger Schule und Pfarramt, Althener Anger 19, östlicher Zugang bei Gasthof Althen, baugeschichtlich und ortsgeschichtlich von Bedeutung sowie mit Kirche ortsbildprägend  | 08970291 |
| Weitere Bilder                          | Dorfkirche Althen | Althener Anger (Karte)                                                   | 13. Jh. (Kirche), Anfang 17. Jh., Altarrelief (Altarbild), bezeichnet 1866 (Taufe), 1855 (Orgel)                                     | im Kern romanische Chorturmkirche aus dem 13. Jh., 1714 barock überformt, baugeschichtlich, ortsgeschichtlich und ortsbildprägend von Bedeutung; Teil des registrierten Kulturdenkmal „Kirche und Kirchhof Althen“ | 08970291 |
| Weitere Bilder                          | Wohnhaus, Seitengebäude, Scheune, Nebengebäude in der Hofmitte, Pflasterung und Vorgarten mit Einfriedung eines Dreiseithofes                                                          | Althener Anger 9 (Karte)                                                 | 19. Jh. (Bauernhaus), bezeichnet 1786 (Seitengebäude)                                                                                | Wohnhaus mit Putzfassade und Satteldach, Ställe und Scheune verputzt, komplett erhaltene Hofanlage mit Gebäudeteilen des 18. und 19. Jahrhunderts, baugeschichtlich von Bedeutung | 08970281 |
| Weitere Bilder                          | Wohnhaus sowie Auszugshaus mit Vorgarten, Seitengebäude und Scheune eines Dreiseithofes                                                                                                | Althener Anger 12 (Karte)                                                | bezeichnet 1787 (Bauernhaus) | Wohnhaus mit Putzfassade und Krüppelwalmdach, vermutlich Lehm-Erdgeschoss, Ställe und Scheune verputzt, ortstypische Hofanlage, baugeschichtlich von Bedeutung | 08970280 |
| Weitere Bilder                          | Gasthof Althen: Gasthof mit Wohnhaus und Saalanbau, Nebengebäude | Althener Anger 13 (Karte)                                                | 19. Jh. (Wohnhaus) | Gasthaus mit Putzfassade und Satteldach, Gebäudekomplex von ortsgeschichtlicher Bedeutung an einer Straßengabelung, östlich von „Kirche und Kirchhof Althen“ | 08970293 |
| Weitere Bilder                          | Seitengebäude, Scheune und Hofpflasterung eines Dreiseithofes | Althener Anger 14 (Karte)                                                | 19. Jh. (Seitengebäude) | Ställe und Scheune verputzt, gut erhaltene ortstypische Hofanlage, baugeschichtlich von Bedeutung | 08970282 |
| Weitere Bilder                          | Wohnstallhaus eines Bauernhofes | Althener Anger 16 (Karte)                                                | 19. Jh. | Eingeschossiges Gebäude mit Putzfassade und Krüppelwalmdach, kleines Seitengebäude (mit Auszugshaus) im Ortskern, sozialgeschichtlich von Bedeutung | 08970283 |
| Weitere Bilder                          | Scheune, zwei Seitengebäude und Pflaster im Hof eines Bauernhofes | Althener Anger 17b (Karte)                                               | 19. Jh. | Gebäude mit Putzfassade und originalem Dachstuhl, eine das Dorf nach außen abschließende Gebäudegruppe, baugeschichtlich von Bedeutung | 08970294 |
| Weitere Bilder                          | ehemaliges Pfarramt und Schule | Althener Anger 19 (Karte)                                                | 19. Jh. | ehemaliges Pfarramt Althen, dann Schule, heute Heimatstube, Bau von sozialhistorischer Bedeutung (Gedenktafel von 2002 ohne Denkmalwert), am westlichen Zugang von „Kirche und Kirchhof Althen“ | 08970290 |
| Weitere Bilder                          | Wohnhaus (ohne rückwärtigen Anbau) und Pforte einer Bauernhofes | Althener Anger 21 (Karte)                                                | um 1820 | Wohnhaus Putzfassade mit Krüppelwalmdach, ortstypischer Bau in unmittelbarer Nähe zur Kirche, baugeschichtlich von Bedeutung | 08970292 |
| Weitere Bilder                          | Seitengebäude, Scheune und Hofpflasterung eines Vierseithofes | Althener Anger 23 (Karte)                                                | um 1870/1880 (Seitengebäude), bezeichnet 1896 (Scheune)                                                                              | Seitengebäude mit Bruchstein-Erdgeschoss und wirkungsvollem Staffelgiebel, Scheune Lehmbau, ortsbildprägende Gebäude, baugeschichtlich von Bedeutung | 08970289 |
| Weitere Bilder                          | Wohnstallhaus, Seitengebäude, Pflaster und Scheune eines Vierseithofes | Althener Anger 24 (Karte)                                                | bezeichnet 1896 (Scheune), 19. Jh., Stall (Seitengebäude)                                                                            | Durchfahrtsscheune verputzt und bezeichnet 1896, Seitengebäude Putzfassade, Bestandteil der Ortskernbebauung des ausgehenden 19. Jahrhunderts, baugeschichtlich von Bedeutung | 08970285 |
| Weitere Bilder                          | Villa | Althener Anger 28 (Karte)                                                | 1895/1900 | Putzfassade, Baukörper mit ansprechender Giebelgestaltung und Strukturfeldern unter Holzvorbau am Eingang, baugeschichtlich von Bedeutung | 08970286 |
| Weitere Bilder                          | Zwei Teiche (mit Dammwegen) am Ortsrand | Althener Anger 31a (bei) (Karte)                                         | 19. Jh. (Wasserelement) | Alte Dorflage Althen, eine das Erscheinungsbild des Ortes prägende Anlage ehemaliger Dorfteiche und heutiger Fischzucht, ortsgeschichtlich und landschaftsgestaltend von Bedeutung | 08970288 |
| Direkt Bild zu diesem Denkmal hochladen | Seitengebäude, Scheune, Torpfeiler und Hofpflasterung eines Dreiseithofes | Dorfstraße 11, alte Ortslage Kleinpösna (Karte)                          | 19. Jh. (Seitengebäude) | Putzfassade, ortstypische Hofanlage am Ortseingang, teilweise mit verzierten Firststeinen, baugeschichtlich von Bedeutung | 08970231 |
| Direkt Bild zu diesem Denkmal hochladen | Wohnhaus, zwei Seitengebäude, Scheune und Toreinfahrt eines Dreiseithofes sowie Vorgarten                                                                                              | Dorfstraße 15; 15a, alte Ortslage Kleinpösna (Karte)                     | 19. Jh. | Wohnhaus mit Putzfassade und Satteldach, Ställe und Scheune verputzt, komplett erhaltene Hofanlage am Dorfanger, baugeschichtlich von Bedeutung | 08970244 |
| Direkt Bild zu diesem Denkmal hochladen | Drei Seitengebäude, Scheune und Torpfeiler eines Bauernhofes | Dorfstraße 31, alte Ortslage Kleinpösna (Karte)                          | 19. Jh. (Seitengebäude) | Seitengebäude mit Putzfassade und Satteldach, ein Stallgebäude gelber Klinker, ortsbildprägende Hofanlage mit vielen originalen Details, Scheune teilweise aus Lehm errichtet, baugeschichtlich von Bedeutung | 08970242 |
| Direkt Bild zu diesem Denkmal hochladen | Wohnhaus, Seitengebäude, Scheune, Torpfeiler, Einfriedung und Hofpflasterung eines Bauernhofes                                                                                         | Dorfstraße 33, alte Ortslage Kleinpösna (Karte)                          | 1906–1907 | Wohnhaus mit Klinkerfassade, Ställe und Scheune ebenfalls Ziegelbauten, sehr stattliche Hofanlage in wichtiger Lage an Straßenkreuzung, bauhistorischer Wert | 08970238 |
| Direkt Bild zu diesem Denkmal hochladen | Scheune, Seitengebäude und Hofpflasterung eines Dreiseithofes | Dorfstraße 45, alte Ortslage Kleinpösna (Karte)                          | Ende 19. Jh. (Scheune) | Scheune mit Putzfassade und Satteldach, Stallgebäude mit Putzfassade, wesentliche Bestandteile einer ortstypischen Hofanlage, baugeschichtlich von Bedeutung | 08970239 |
| Direkt Bild zu diesem Denkmal hochladen | Wohnhaus, drei Seitengebäude und Scheune eines Dreiseithofes sowie Hofpflaster | Dorfstraße 46, alte Ortslage Kleinpösna (Karte)                          | 19. Jh. (Bauernhaus) | Wohnhaus mit Putzfassade und Satteldach, Scheune und Stall verputzt, gut erhaltene kleine Hofanlage mit vielen originalen Details, baugeschichtlich von Bedeutung | 08970241 |
| Direkt Bild zu diesem Denkmal hochladen | Wohnhaus, anschließendes Seitengebäude und Scheune eines Dreiseithofes | Dorfstraße 47, alte Ortslage Kleinpösna (Karte)                          | 19. Jh. (Bauernhaus) | Wohnhaus mit Putzfassade und Satteldach mit Schleppdach, Scheune verputzt, original erhaltene Bestandteile einer kleinen Hofanlage, baugeschichtlich von Bedeutung | 08970240 |
| Direkt Bild zu diesem Denkmal hochladen | Häuslerhaus | Dorfstraße 55, alte Ortslage Kleinpösna (Karte)                          | 19. Jh. | Eingeschossiger Putzbau mit Satteldach, kleines Anwesen am Ortsrand, sozialgeschichtlich von Interesse | 08970445 |
| Weitere Bilder                          | Ehemalige Schule, heute Wohnhaus, mit Vorgarten und Wegepflaster zum Eingang sowie Nebengebäude im Hof                                                                                 | Freundschaftsring 2 (Karte)                                              | 1902 (Schule) | Putzfassade, Bau von ortsgeschichtlicher Bedeutung (Mehr unter dem ID-Link) | 08970379 |
|                                         | Autobahnbrücke über die A 14 | Hersvelder Straße (Karte)                                                | 1938–1939 | Technik- und verkehrsgeschichtlich von besonderer Bedeutung als eines der wenigen weitgehend original erhaltenen Brückenbauwerke der Reichsautobahnen, Seltenheitswert | 08970296 |
| Direkt Bild zu diesem Denkmal hochladen | Transformatorenturm | Hersvelder Straße, gegenüber Nummer 22, alte Ortslage Hirschfeld (Karte) | 1911 | Straßenraumcharakterisierendes Technisches Denkmal am Ortseingang, Dokument der Ortsentwicklung zu Beginn des 20. Jahrhunderts | 09306666 |
| Weitere Bilder                          | Kirche und Kirchhof Hirschfeld | Hersvelder Straße, (neben Haus Nr. 31) (Karte)                           | um 1200 (Kirche), 1721 (Empore), 13. Jh. (Taufe), 1772 (Orgel), 1885, Orgelwerk (Orgel), um 1900 Kirchhofsmauer, 1918 Kriegerdenkmal | Friedhof mit Kirche (mit Ausstattung), Kirchhof sowie Kirchhofstor (Eingang neben Hersvelder Straße 31, ehemalige Schule und Pfarrhaus) und rückwärtige Kirchhofsmauer, Denkmal für die Gefallenen des 1. Weltkrieges, Grabstätte Fam. Friedrich und Grabmaleinfassung auf dem Kirchhof, romanische Chorturmkirche mit mächtigem Kirchturm, barock überformt, baugeschichtlich und ortsgeschichtlich von Bedeutung | 08970303 |
| Weitere Bilder                          | Kirche (mit Ausstattung) | Hersvelder Straße (Karte)                                                | um 1200 (Kirche), 1721 (Empore), 13. Jh. (Taufe), 1772 (Orgel), 1885, Orgelwerk (Orgel)                                              | alte Ortslage Hirschfeld, auf dem Gelände des Friedhofs; romanische Chorturmkirche mit mächtigem Kirchturm, barock überformt, baugeschichtlich und ortsgeschichtlich von Bedeutung; Teil des Ensembles auf dem Friedhof Hirschfeld | 08970303 |
| Weitere Bilder                          | Wohnstallhaus, Scheune, Seitengebäude und Hofpflasterung eines Vierseithofes | Hersvelder Straße 21, alte Ortslage Hirschfeld (Karte)                   | 2. Hälfte 18. Jh. (Wohnstallhaus), bezeichnet 1896 (Seitengebäude), 1928 (Scheune)                                                   | Wohnstallhaus mit Fachwerk-Obergeschoss und Krüppelwalmdach, Durchfahrtsscheune in Ziegelbauweise, stattliche, gut erhaltene Hofanlage, baugeschichtlich von Bedeutung | 08970306 |
| Direkt Bild zu diesem Denkmal hochladen | Wohnhaus, zwei Seitengebäude und Torpfeiler eines ehemaligen Dreiseithofes | Hersvelder Straße 22, alte Ortslage Hirschfeld (Karte)                   | 18. Jh. | Wohnhaus mit Sichtfachwerk-Obergeschoss und Krüppelwalmdach, Seitengebäude mit Putzfassade und Satteldach, gut erhaltene Reste einer alten Hofanlage, baugeschichtlich von Bedeutung | 08970295 |
| Direkt Bild zu diesem Denkmal hochladen | Seitengebäude eines ehemaligen Dreiseithofes | Hersvelder Straße 23, alte Ortslage Hirschfeld (Karte)                   | Ende 19. Jh. (Seitengebäude) | Stallgebäude mit Putzfassade und Satteldach, letzter gut erhaltener Bestandteil des Hofes, rahmt optisch die Straße, baugeschichtlich von Bedeutung | 08970305 |
|                                         | Wohnhaus (aus Kohren-Sahlis versetzt) und ehemaliges Taubenhaus eines Bauernhofes | Hersvelder Straße 26, alte Ortslage Hirschfeld (Karte)                   | 18. Jh. (Bauernhaus), bezeichnet 1730 (Taubenhaus)                                                                                   | Wohnhaus mit Fachwerk-Obergeschoss und Speicherluke, Taubenturm mit Seltenheitswert, gut erhaltene Fachwerkbauten des 18. Jahrhunderts, baugeschichtlich und landwirtschaftsgeschichtlich von Bedeutung | 08970307 |
| Weitere Bilder                          | Ehemalige Schule, später Pfarrhaus, mit Hausbaum und Spritzenhaus | Hersvelder Straße 31, alte Ortslage Hirschfeld (Karte)                   | 1887 (Schule), 1887 (Spritzenhaus)                                                                                                   | Putzfassade mit Satteldach und Eingangsrisalit, Bau von ortshistorischer und sozialgeschichtlicher Bedeutung; direkt neben Eingang zum Friedhof Hirschfeld (Leipzig) | 08970302 |
| Direkt Bild zu diesem Denkmal hochladen | Scheune und Hofpflasterung eines Dreiseithofes | Hersvelder Straße 32, alte Ortslage Hirschfeld (Karte)                   | 1866 (Scheune) | Eine das Dorf nach außen abschließende ortstypische Scheune, baugeschichtlich von Bedeutung | 08970297 |
| Direkt Bild zu diesem Denkmal hochladen | Zwei Seitengebäude und Scheune eines Vierseithofes | Hersvelder Straße 36, alte Ortslage Hirschfeld (Karte)                   | 19. Jh. (Seitengebäude) | Stallgebäude mit Putzfassade und Satteldach, Scheune gelber Klinkerbau, alter Dachstuhl, Bestandteil der historischen Ortskernbebauung, baugeschichtlich von Bedeutung | 08970304 |
| Direkt Bild zu diesem Denkmal hochladen | Seitengebäude eines Bauernhofes | Hersvelder Straße 37, alte Ortslage Hirschfeld (Karte)                   | 19. Jh. (Seitengebäude) | Kleines Wohnhaus mit Lehm-Erdgeschoss und Fachwerk-Giebel, Bestandteil der Ortskernbebauung des 19. Jahrhunderts, sozialhistorisch und baugeschichtlich von Bedeutung | 08970299 |
| Direkt Bild zu diesem Denkmal hochladen | Wohnhaus, vier Seitengebäude, Scheune, Vorgarten und Hofpflasterung eines Vierseithofes                                                                                                | Hersvelder Straße 40, alte Ortslage Hirschfeld (Karte)                   | Ende 18. Jh. (Bauernhaus), 19. Jh. (Scheune)                                                                                         | Wohnhaus mit Putzfassade und Krüppelwalmdach, komplett erhaltene Hofanlage mit vielen originalen Details, baugeschichtlich von Bedeutung | 08970301 |
| Direkt Bild zu diesem Denkmal hochladen | Zwei Seitengebäude, Scheune und Hofpflasterung eines Dreiseithofes | Hersvelder Straße 42, alte Ortslage Hirschfeld (Karte)                   | 19. Jh. (Seitengebäude), bezeichnet 1928 (Scheune)                                                                                   | Ställe und Scheune verputzt, ortstypische Hofanlage, baugeschichtlich von Bedeutung | 08970300 |
| Direkt Bild zu diesem Denkmal hochladen | Wohnhaus und Seitengebäude, Vorgarten, Hofpflaster und Torpfeiler des Einganges eines früheren Bauernhofes                                                                             | Hersvelder Straße 45, alte Ortslage Hirschfeld (Karte)                   | 1932–1935 (Wohnhaus), 1932–1935 (Hinterhaus), 1935 (Vorgarten)                                                                       | Interessant gestalteter Baukörper mit vielen erhaltenen zeittypischen Details im Stil des Art-Déco, zeitweise auch Lehrlingswohnheim, baugeschichtlich und ortsgeschichtlich von Bedeutung (Mehr unter dem ID-Link) | 08970298 |
|                                         | Autobahnbrücke über die A 14 | Hirschfelder Straße (Karte)                                              | 1938–1939 (Autobahnbrücke) | Balkenbrücke mit Mittelstütze, technik- und verkehrsgeschichtlich von besonderer Bedeutung als eines der wenigen weitgehend original erhaltenen Brückenbauwerke der Reichsautobahnen, Seltenheitswert | 08970308 |
| Direkt Bild zu diesem Denkmal hochladen | Wohnhaus, zwei Seitengebäude, Scheune, Hofpflasterung, Vorgarten links und Toreinfahrt mit Tor eines Dreiseithofes                                                                     | Kleinpösnaer Anger 1, alte Ortslage Kleinpösna (Karte)                   | bezeichnet 1870 (Bauernhaus), bezeichnet 1882 (Scheune)                                                                              | Wohnhaus mit Putzfassade und Satteldach, Scheune verputzt, gut erhaltene Hofanlage des ausgehenden 19. Jahrhunderts, baugeschichtlich von Bedeutung | 08970232 |
| Direkt Bild zu diesem Denkmal hochladen | Wohnhaus, Scheune und Hofpflasterung eines Bauernhofes | Kleinpösnaer Anger 7, alte Ortslage Kleinpösna (Karte)                   | 19. Jh. | Wohnhaus mit Putzfassade und Krüppelwalmdach, Scheune verputzt, die letzten gut erhaltenen Bestandteile einer ortstypischen Hofanlage, baugeschichtlich von Bedeutung | 08970235 |
| Direkt Bild zu diesem Denkmal hochladen | Scheune, Seitengebäude, Torpfeiler und Hofpflasterung eines Bauernhofes | Kleinpösnaer Anger 8, alte Ortslage Kleinpösna (Karte)                   | 19. Jh. (Scheune) | Stall und Scheune verputzt, Bestandteile einer ortstypischen Hofanlage in unmittelbarer Nähe zur Kirche, baugeschichtlich von Bedeutung | 08970236 |
|                                         | Gedenkstein zum 150. Jahrestag der Eröffnung des ersten Teilabschnittes der Leipzig-Dresdner Eisenbahn                                                                                 | Prof.-Andreas-Schubert-Straße (Karte)                                    | bezeichnet 1987 (Gedenkstein) | Ortsgeschichtlich von Bedeutung | 08970279 |
| Weitere Bilder                          | Kirche (mit Ausstattung), Kirchhof mit Einfriedung, Denkmal für die Gefallenen des Ersten Weltkrieges, Marmorrelief in der Kirchhofsmauer und Grabmal der Fam. Achilles sowie Torbäume | Zum Alten Seebad, alte Ortslage Kleinpösna (Karte)                       | 1852 (Kirche), 1852/1853 (Kirchenausstattung), 1921 errichtet (Kriegerdenkmal 1. Weltkrieg)                                          | Neogotische Saalkirche mit polygonalem Chorschluss und Westturm, baugeschichtlich und ortsgeschichtlich von Bedeutung | 08970237 |

## Ehemalige Kulturdenkmale
| Bild                                    | Bezeichnung              | Lage                                     | Datierung                  | Beschreibung | ID       |
| --------------------------------------- | ------------------------ | ---------------------------------------- | -------------------------- | --- | -------- |
| Weitere Bilder                          | Autobahnbrücke           | Kleinpösna, Althener Anger (Karte)       | 1938–1939 (Autobahnbrücke) | Autobahnbrücke über die A 14; technik- und verkehrsgeschichtlich von besonderer Bedeutung als eines der wenigen weitgehend original erhaltenen Brückenbauwerke der Reichsautobahnen, Seltenheitswert Anm.: nicht mehr in LfDS-Datenbank enthalten                                                            | 08970287 |
| Direkt Bild zu diesem Denkmal hochladen | Wohnhaus                 | Kleinpösna, Kleinpösnaer Anger 5 (Karte) | 19. Jh.                    | Wohnhaus eines Bauernhofes; kleines eingeschossiges Bauernhaus im Ortskern, Putzfassade, Krüppelwalmdach mit bewegtem Dachstuhl, sozialgeschichtlich von Bedeutung Anm.: nicht mehr in LfDS-Datenbank enthalten                                                                                              | 08970234 |
| Direkt Bild zu diesem Denkmal hochladen | Wohnhaus und Einfriedung | Kleinpösna, Dorfstraße 25 (Karte)        | um 1800 (Bauernhaus)       | Wohnhaus und Einfriedung eines Bauernhofes; alte Ortslage Kleinpösna, Wohnhaus mit Putzfassade und Krüppelwalmdach, stattliches Wohnhaus mit Lehm-Erdgeschoss und Fachwerk-Obergeschoss, baugeschichtlich von Bedeutung Anm.: nicht mehr in LfDS-Datenbank enthalten, durch Neubau Dorfstraße 25a, b ersetzt | 08970243 |
| Direkt Bild zu diesem Denkmal hochladen | Wohnhaus                 | Zum Alten Seebad 100 (Karte)             | Ende 19. Jh.               | Wohnhaus, mit Vorgarten und Toreinfahrt; alte Ortslage Kleinpösna, kleines Gebäude mit Bruchsteinsockel, Putzfassade, Satteldach, Sandsteinsohlbänken und profiliertem Türgewände in exponierter Lage am Ortseingang, sozialgeschichtlich von Bedeutung Anm.: nicht mehr in LfDS-Datenbank enthalten         | 08970459 |